# قشلاق حضرتقلی عبداله
قشلاق حضرتقلی عبداله یک روستا در ایران است که در استان اردبیل واقع شده‌است. قشلاق حضرتقلی عبداله ۳۴ نفر جمعیت دارد.